# Дендропарк «Радивилівський»
Дендропа́рк «Радиви́лівський» — комплексна пам'ятка природи місцевого значення в Україні. Розташована на території міста Радивилів, між вулицями Міцкевича та Козланюка. 
Площа 0,7 га. Перебуває у віданні Радивилівської міської ради. Заснований рішенням облвиконкому № 33 від 28.02.1995 року. 
У дендропарку налічується близько 30 видів деревних та чагарникових порід. Серед них найбільшу кількість дерев становить акація (діаметр 70 см, вік 120 років). У парку також зростають клен американський, липа, гіркокаштан, граб, ясен, дуб, береза.